# هاينرش أوغوست مايسنر

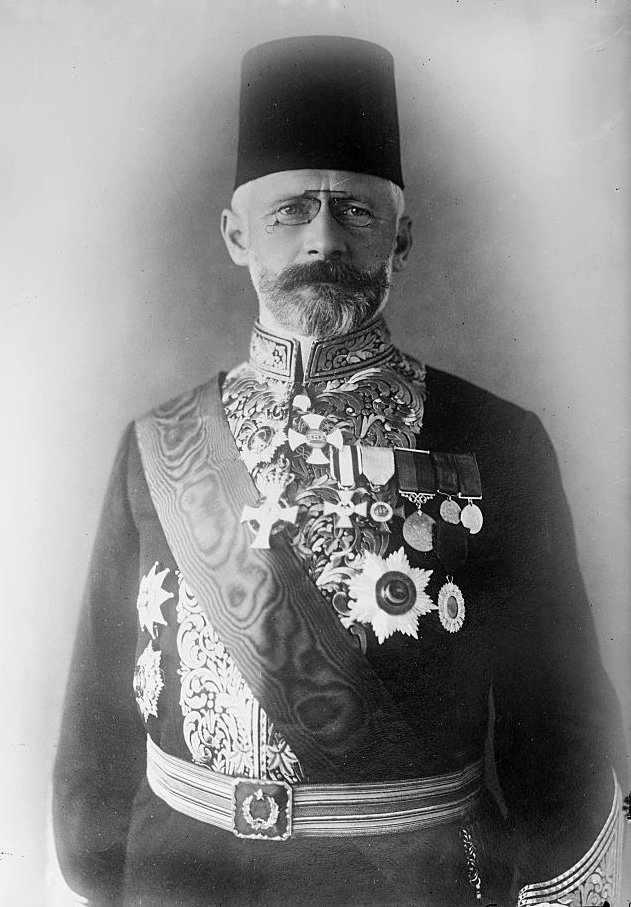
هاينرش أوغوست مايسنر

هاينرش أوغوست مايسنر (بالألمانية: Heinrich August Meißner)‏ كان مهندساً ألمانياً مسئول إلى حد كبير عن شبكة السكك الحديدية في الدولة العثمانية، ولاحقاً ساعد في إدارة الشبكة في تركيا. وقد حصل على لقب باشا في الدولة العثمانية.

## السيرة الشخصية
وُلِد مايسنر في لايبزيغ في عام 1862. ودرس في جامعة دريسدن التقنية. ولاهتمامه بالأعمال العامة المزمعة في تركيا، فقد درس اللغة التركية، وفي عمر الرابعة والعشرين انتقل إلى الدولة العثمانية. توفي مايسنر في عام 1940 في اسطنبول.

## العمل في السكك الحديدية

### الأعمال المبكرة
بدءاً من عام 1886، شغل مايسنر عددا من المناصب الهامة في الهندسة المدنية في الدولة العثمانية. وقد عمل على سكك حديد في جنوب بلغاريا ومقدونيا وأنطاليا وتراقيا.

### سكك حديد الحجاز وبغداد
دُعـِيَ مايسنر ليدير إنشاء سكة حديد الحجاز، أكبر مشروع أعمال عامة في الدولة العثمانية. وفي الثمان سنوات من 1900 إلى 1908، تمكن من إنشاء الجزء الرئيسي، من دمشق إلى المدينة المنورة، بما في ذلك سكة حديد مرج بن عامر. وفي عام 1904 حصل على لقب باشا من السلطان لعمله في السكة الحديدية، الممتدة فقط من دمشق إلى معان في ذلك الوقت. بعد ثورة تركيا الفتاة في عام 1908، تم التخلي عن مشروع سكة حديد الحجاز، وانتقل مايسنر إلى مشروع سكة حديد بغداد، الذي كانت تموله الامبراطورية الألمانية.
وفي عام 1910 انتقل مايسنر إلى سكك حديد الأناضول لبناء سكة حديد بغداد، بادئاً بقطاع حلب من السكة الحديدية، ولاحقاً انتقل إلى بلاد الرافدين (حالياً العراق) ليعمل في قطاع بغداد.

### الحرب العالمية الأولى
في الحرب العالمية الأولى، عمل مايسنر تحت قيادة جمال باشا،الذي كان صديقه الشخصي منذ عملهما في بلاد الرافدين. وقد ساعد في بناء نظام سكك حديدية عسكرية في فلسطين خلال الحرب.عاد إلى ألمانيا بعد انتهاء الحرب.

### بعد الحرب
وفي عام 1924، دعا مصطفى كمال أتاتورك مايسنر لإكمال عمله في السكك الحديدية. فأشرف على إعادة بناء وصيانة العديد من خطوط السكك الحديدية في تركيا. ولاحقاً قام بالتدريس في جامعة اسطنبول التقنية.